# Pirttisaari (ö i Norra Savolax, Nordöstra Savolax, lat 62,83, long 28,49)
Pirttisaari är en ö i Finland. Den ligger i sjön Hietajärvi och i kommunen Tuusniemi i den ekonomiska regionen  Nordöstra Savolax ekonomiska region  och landskapet Norra Savolax, i den centrala delen av landet, 300 km nordost om huvudstaden Helsingfors. Öns area är 3,5 hektar och dess största längd är 370 meter i sydväst-nordöstlig riktning.